# Japoneuria unimaculata
Japoneuria unimaculata är en bäcksländeart som först beskrevs av Zhiltzova 1981.  Japoneuria unimaculata ingår i släktet Japoneuria och familjen jättebäcksländor. Inga underarter finns listade i Catalogue of Life.